# Cherry Tree (EP)
Cherry Tree è un EP del gruppo statunitense indie rock dei The National, pubblicato nel luglio 2004.

## I brani
Il brano Murder Me Rachael è una versione live tratta dalle registrazioni Black Sessions. Reasonable Man (I Don't Mind) è una canzone a cui partecipa come autore, cantante e chitarrista Padma Newsome. Il brano About Today è stato inserito nel film del 2011 Warrior. 
Il brano All the Wine è stato inserito anche nel successivo album del gruppo, ossia Alligator.
In aggiunta al CD viene pubblicato il 10" in vinile Cherry Tree.

## Tracce
1. Wasp Nest – 3:22
2. All the Wine – 3:20
3. All Dolled-Up in Straps – 4:11
4. Cherry Tree – 4:27
5. About Today – 4:11
6. Murder Me Rachael (Live) – 3:37
7. Reasonable Man (I Don't Mind) – 5:22

## Formazione
Gruppo
- Matt Berninger - voce
- Aaron Dessner - basso, chitarra
- Bryan Devendorf - batteria, cori
- Scott Devendorf - chitarra, cori
- Bryce Dessner - chitarra, strumenti vari

Ospiti
- Padma Newsome - viola, violino, voce (in 3 e 7), chitarra (in 7)
- Nate Martinez - chitarra elettrica (in 1)
- Nick Lloyd - piano, organo